# Aranyrigó
Az aranyrigó (Turdus aurantius) a madarak osztályának verébalakúak (Passeriformes) rendjébe és a rigófélék (Turdidae) családjába tartozó faj.
A magyar név forrással nincs megerősítve.

## Előfordulása
Jamaica területén és a Kajmán-szigeteken honos. A természetes élőhelyei, szubtrópusi vagy trópusi nedves síkvidéki erdők, szubtrópusi vagy trópusi nedves hegyvidékek.